# César Santis
César Elías Santis Santander (* 5. Februar 1979 in Santiago) ist ein ehemaliger chilenischer Fußballspieler. Der linke Außenverteidiger bestritt ein Länderspiel für die Nationalmannschaft.

## Karriere

### Verein
César Santis debütierte 1996 bei Unión Española und wechselte 1998 nach Europa zum spanischen Verein Espanyol Barcelona. Er wurde 2001 an Real Murcia verliehen und kam 2002 zu Espanyol zurück, kehrte jedoch nach einem Kreuzbandriss wieder zu Unión Española nach Chile zurück. in Chile blieb er auch bis zu seinem Karriereende 2008. Nach Stationen bei Everton und Deportes Antofagasta spielte er bei Audax Italiano noch in der Copa Libertadores. Nachdem sein Vertrag bei den Italicos nicht verlängert worden war, beendete der Abwehrspieler seine Karriere.

### Nationalmannschaft
César Santis bestritt im April 1999 in der chilenischen Nationalmannschaft sein einziges Länderspiel beim Freundschaftsspiel gegen Bolivien, als er in der 59. Spielminute für Mauricio Aros eingewechselt wurde.

## Erfolge
Espanyol
- Spanischer Pokalsieger: 1999/2000